# Anachronismus

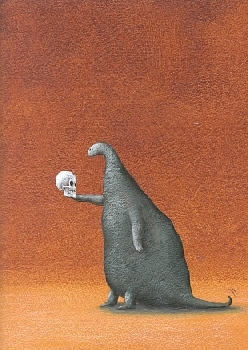
Ein Dinosaurier (starb vor ca. 65 Mio. Jahren aus) betrachtet den Schädel eines Menschen (existiert seit ca. 2 Mio. Jahren): Cartoon Anachronism von Gerhard Gepp

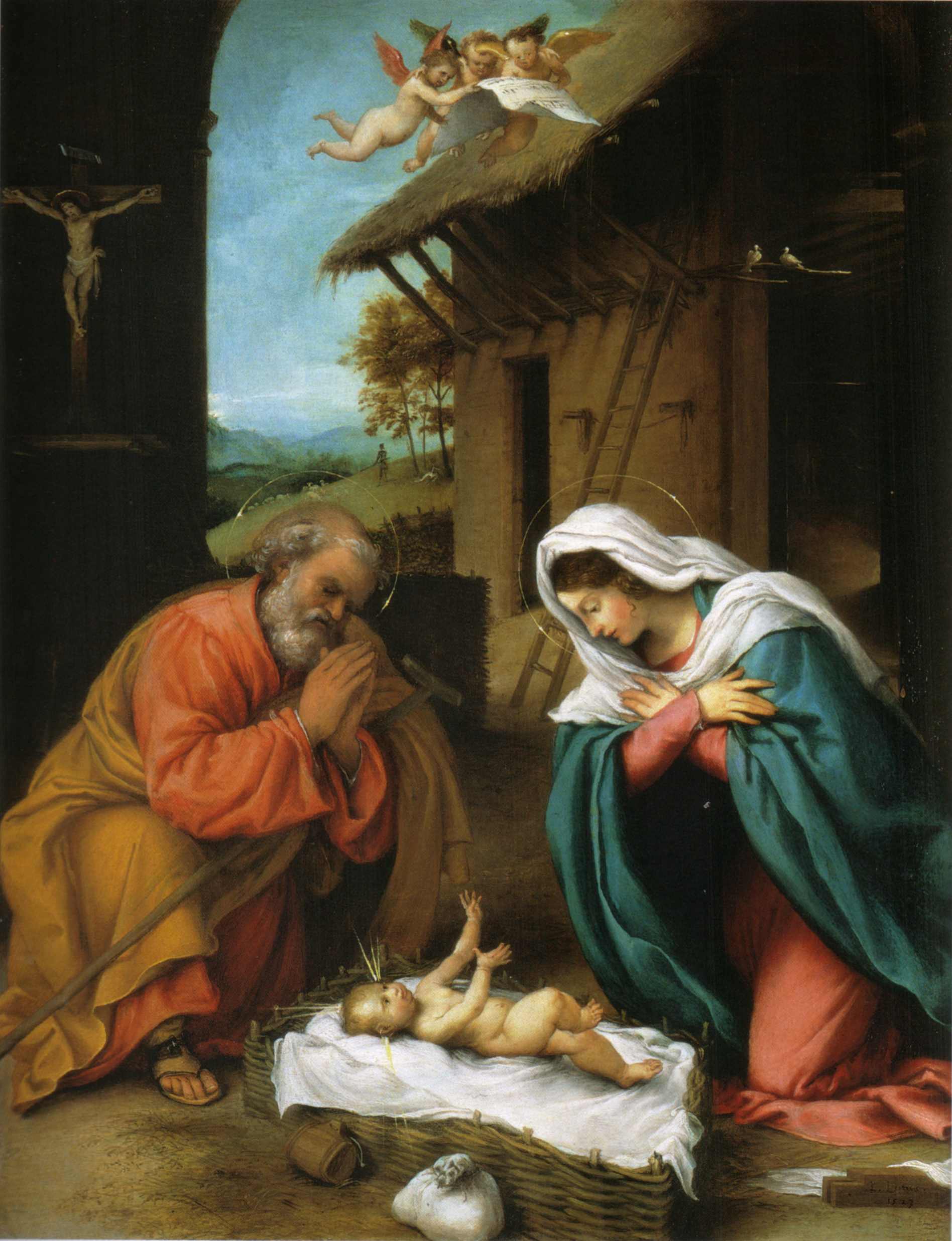
Die Geburt Christi von Lorenzo Lotto (1523) mit einem Kruzifix im linken Hintergrund.

Ein Anachronismus (altgriechisch ἀναχρονισμός anachronismós „Verwechslung der Zeiten“, aus ἀνα- ana- „gegen-“ und χρόνος chrónos „Zeit“) bezeichnet entweder die absichtliche oder irrtümliche Einordnung von Vorstellungen, Ereignissen, Dingen oder Personen in einen falschen zeitlichen Kontext oder aber eine Bewertung, einen Sachverhalt oder eine Vorstellung, die in einer bestimmten Zeit nicht (mehr) angemessen erscheint. Der erste Fall meint daher eine Zeitwidrigkeit, der zweite eine Zeitunangemessenheit.
Entsprechend bedeutet das Adjektiv anachronistisch einerseits im rein chronologischen Sinn „nicht in eine bestimmte Zeit passend“ oder „zeitwidrig“, andererseits im wertenden Sinne „unzeitgemäß“ oder „überholt“.

## Formen und Beispiele
Wird ein Gegenstand in einen historischen Zusammenhang gestellt, in dem er tatsächlich noch nicht existierte, spricht man von einem vorgreifenden Anachronismus. Existierte er hingegen zur betreffenden Zeit bereits nicht mehr, handelt es sich um einen rückgreifenden Anachronismus. Anachronismen können unwissentlich oder irrtümlich, aber auch bewusst als Stilmittel eingesetzt werden, etwa um eine komische Wirkung zu erzielen. Der Ausweis von Anachronismen in vorgeblichen historischen Quellen kann ein Zeugnis unter Umständen als Fälschung entlarven.
In fiktionalen Darstellungen können Anachronismen z. B. Gegenstände, Handlungen oder Gedanken sein, die historisch gesehen in der implizit vorausgesetzten oder explizit genannten zeitlichen Kontext noch nicht existierten. Häufig handelt es sich dabei um vorgreifende Anachronismen: In Novalis’ Romanfragment Heinrich von Ofterdingen kommt eine Wanduhr vor, die es zur Zeit der Handlung noch nicht gab. Gleiches ist der Fall in Shakespeares Tragödie Julius Caesar, in der ein Vertrauter Caesars sagt, „es habe acht geschlagen“ (‘tis strucken eight’, II,2). In mehreren Asterix-Bänden, die ausdrücklich 50 v. Chr. spielen, sieht man das für das heutige Stadtbild von Rom charakteristische Kolosseum stehen, das erst zwischen 72 und 80 n. Chr. erbaut wurde.
Ebenfalls vorausgreifend lässt Christoph Hein in seinem Stück Die Ritter der Tafelrunde Parzival als sensationshungrigen Zeitschriftenredakteur auftreten und schafft so aus der Verbindung einer frühmittelalterlichen Sagengestalt mit einem modernen Berufsbild eine komische Figur.
Weniger leicht erkennbar sind abstrakte Vorstellungen, die eine spätere Entwicklung vorwegnehmen. Das Konzept der modernen Nationalität ist z. B. eine relativ neue Entwicklung, so dass es als anachronistisch betrachtet werden kann, einem Menschen der vormodernen Zeit eine solche Nationalität zuzuweisen.

## Kreativer Anachronismus
Während der Anachronismus in den Geschichtswissenschaften ein zentrales Methodenproblem darstellt, existieren gesellschaftliche Gruppen, die ihn bewusst pflegen. Im Rollenspiel werden so Berufe, Sozialstrukturen, Kleidung oder Waffen vergangener, teils fiktiver Zeiten wiederbelebt, zum Beispiel von der Society for Creative Anachronism. Anachronismen sind auch ein häufiges Element in der Steampunk-Szene.